# Oleksandra Koujel
Oleksandra Koujel (née le 4 juillet 1953 à Kostiantynivka) est une femme politique et économiste ukrainienne.

## Biographie
Elle a été diplômée de l'Institut métallurgique de Dnipropetrovsk en tant qu'ingénieur métallurgique en 1975.

### Carrière politique
Elle a été élue, dans l'oblast de Zaporijjia à la IIe convocation de la Rada 11 mai 1994 au 12 mai 1998 ; de la VIIe convocation 12 décembre 2012 au 27 novembre 2014 ;  de la VIIIe convocation du 27 novembre 2014 pour les deux dernière sous l'étiquette Union panukrainienne « Patrie ».